# لاليانزوالا تشاهنجتي
لاليانزوالا تشاهنجتي (6 أغسطس 1997 بميزورام في الهند - ) هو لاعب كرة قدم هندي في مركز الهجوم. شارك مع منتخب الهند تحت 20 سنة لكرة القدم ومنتخب الهند تحت 23 سنة لكرة القدم ومنتخب الهند لكرة القدم. أما مع النوادي، فقد لعب مع نورث إيست يونايتد وDSK Shivajians FC ‏.

## وصلات خارجية
- لاليانزوالا تشاهنجتي على موقع قاعدة بيانات كرة القدم.إي يو (الإنجليزية)
- لاليانزوالا تشاهنجتي على موقع ناشيونال فوتبول تيمز (الإنجليزية)
- لاليانزوالا تشاهنجتي على موقع Soccerway.com (الإنجليزية)